# Араят (вулкан)
Араят (Arayat) — потенциально активный стратовулкан на филиппинском острове Лусон. Его высота составляет 1026 м. Дата последнего извержения неизвестна, однако наиболее вероятно, что последнее извержение произошло ещё в голоцене. Араят расположен в ровной местности с сельскохозяйственными угодьями, относящейся к провинции Пампанга, неподалёку от одноимённого посёлка Араят. В 16 км к западу от вулкана находится бывшая американская военная авиабаза, а ныне гражданский аэропорт Кларк (Clark). Ещё 16 км к западу расположен крупный вулкан Пинатубо. Араят относится к вулканической цепи вулканов, в которую входят Аморонг, Балунгао, Куяпо и другие вулканы.
К вершине Араята ведут две дороги. Одна из них проходит от города Араят через местный заповедник на пик-1, с которого открывается вид на весь центральный Лусон с рекой Пампанга, горами Сампалес и Батаан на западе и Сьерра-Мадре на востоке. Пик-2 достижим по тропе, начинающейся в Магаланге.